# Tomomi Itano
Tomomi Itano, nota anche con lo pseudonimo di Tomochin (ともちん?) (板野友美?, Itano Tomomi; Kanagawa, 3 luglio 1991), è una cantante, modella e attrice giapponese.
Ha fatto parte del gruppo delle AKB48 dal 2005 fino al 2013, intraprendendo successivamente la carriera da solista.

## Biografia
Itano si unì al gruppo idol delle AKB48 nel 2005, entrando a far parte del Team A. Contestualmente all'attività col gruppo iniziò la carriera di modella posando per riviste di moda quali Cawaii!! e pubblicando nell'aprile 2009 il suo primo fotobook intitolato T.O.M.O.row.
Nei primi mesi del 2010 prese parte alle riprese del dorama Majisuka Gakuen assieme alle altre ragazze delle AKB48.
Nello stesso anno recitò anche in Kamen Rider W nel ruolo di Queen, a cui partecipò anche Tomomi Kasai (anche lei membro delle AKB48) nel ruolo di Elizabeth, con la quale Itano pubblicò il singolo Love♡Wars, uscito nei negozi il 31 marzo, sotto il nome di Queen & Elizabeth.
Il 26 gennaio 2011 Itano pubblicò il suo primo singolo da solista, Dear J: fu la prima componente delle AKB48 a fare il proprio debutto da solista. In aprile recitò nella seconda serie di Majisuka Gakuen, mentre il suo secondo singolo, Wanna Be Now, fu pubblicato in formato digitale. Questo fu succeduto dall'uscita di un altro singolo digitale, Ai ni Pierce, uscito nel giugno 2011, e da Fui ni, pubblicato il 13 luglio dello stesso anno.
Nel 2012 Itano fu soprannominata "regina degli spot televisivi" (insieme a Mariko Shinoda, altro membro delle AKB48) grazie ai contratti firmati con venti compagnie differenti. Nel frattempo pubblicò i singoli Clone (in formato digitale), il 28 marzo, e Jūnen go no kimi e, uscito nei negozi il 26 aprile.
Il 1º febbraio 2013, durante un'intervista per le riprese del documentario sulle AKB48 Documentary of AKB48: No flower without rain, Itano espresse la volontà di lasciare il gruppo, anche se non venne stabilita un data precisa. Nel frattempo recitò nel dorama di genere scolastico Bad Boys J, tratto dal manga omonimo. Il 12 giugno pubblicò il singolo 1%, la cui title track fu utilizzata per uno spot televisivo del brand Samantha Vega, dove apparse insieme all'attrice e modella statunitense Taylor Momsen. Il video musicale, invece, venne girato a New York. La data della "graduation" di Itano fu fissata al 27 agosto. Il 25 agosto le AKB48 tennero un concerto d'addio in suo onore al Tokyo Dome, mentre due giorni dopo Itano si esibì per l'ultima volta all'AKB48 Theatre di Akihabara. L'esibizione fu trasmessa in diretta via streaming dal sito Nico Nico Namahousou.
Nel 2014 pubblicò il suo primo album in studio Swag, uscito nei negozi il 2 luglio, e nello stesso anno prese parte al suo primo tour da solista, Tomomi Itano Live Tour～S×W×A×G～, esibendosi in varie città del Giappone, oltre a due date a Taiwan e Hong Kong.

## Discografia

### Da solista

#### Album
- 2014 - Swag

#### Singoli
| Anno | Titolo             | Posizione più alta          | Posizione più alta      | Posizione più alta         | Copie vendute (Oricon) | Copie vendute (Oricon) |
| Anno | Titolo             | Oricon Weekly Singles Chart | Billboard Japan Hot 100 | RIAJ Digital Track Chart * | Prima settimana        | Totale                 |
| ---- | ------------------ | --------------------------- | ----------------------- | -------------------------- | ---------------------- | ---------------------- |
| 2011 | Dear J             | 2                           | 2                       | 1                          | 162,871                | 216,781                |
| 2011 | Fui ni             | 1                           | 1                       | ?                          | 90,103                 | ?                      |
| 2012 | 10nen Go no Kimi e | 2                           | ?                       | ?                          | 72,911                 | ?                      |
| 2013 | 1%                 | ?                           | ?                       |                            | ?                      | ?                      |
| 2014 | Little             | ?                           | ?                       |                            | ?                      | ?                      |
| 2014 | Crush              | ?                           | ?                       |                            | ?                      | ?                      |

#### Singoli digitali
- 2011 - Wanna Be Now
- 2011 - Ai ni Pierce
- 2012 - Clone
- 2013 - Brighter

### Con le AKB48

#### Album
- 2008 - Set List: Greatest Songs 2006–2007
- 2010 - Kamikyokutachi
- 2011 - Koko ni ita koto
- 2012 - 1830m

#### Singoli
| Anno | No.   | Titolo                                         | Ruolo                              | Annotazioni |
| ---- | ----- | ---------------------------------------------- | ---------------------------------- | --- |
| 2006 | Ind-1 | Sakura no hanabiratachi                        | Lato A                             | Debutta con il Team A. |
| 2006 | Ind-2 | Skirt, Hirari                                  | Lato A                             | |
| 2006 | 1     | Aitakatta                                      | Lato A                             | |
| 2007 | 2     | Seifuku ga jama o suru                         | Lato A                             | |
| 2007 | 3     | Keibetsu shiteita aijō                         | Lato A                             | |
| 2007 | 4     | Bingo!                                         | Lato A                             | |
| 2007 | 5     | Boku no taiyō                                  | Lato A                             | |
| 2007 | 6     | Yūhi o miteiru ka?                             | Lato A                             | |
| 2008 | 7     | Romance, irane                                 | Lato A                             | |
| 2008 | 8     | Sakura no hanabiratachi 2008                   | Lato A                             | |
| 2008 | 9     | Baby! Baby! Baby!                              | Lato A                             | |
| 2008 | 10    | Ōgoe diamond                                   | Lato A                             | |
| 2009 | 11    | 10nen zakura                                   | Lato A                             | |
| 2009 | 12    | Namida surprise!                               | Lato A                             | |
| 2009 | 13    | Iiwake Maybe                                   | Lato A                             | Si classifica 7ª alle Elezioni generali del 2009. |
| 2009 | 14    | River                                          | Lato A                             | |
| 2010 | 15    | Sakura no shiori                               | Lato A                             | Debutta con il Team K. Canta anche in Majisuka Rock'n'Roll. |
| 2010 | 16    | Ponytail to shushu                             | Lato A                             | Canta anche in Majijo Teppen Blues. |
| 2010 | 17    | Heavy Rotation                                 | Lato A                             | Si classifica 4ª alle Elezioni generali del 2010. Canta anche in Yasai Sisters e Lucky Seven.                                                                                |
| 2010 | 18    | Beginner                                       | Lato A                             | |
| 2010 | 19    | Chance no Junban                               | Lato A                             | Non canta nella title track; le partecipanti al singolo furono scelte in base ai risultati del torneo di morra cinese. Canta in Yoyakushita Christmas e Alive col Team K.    |
| 2011 | 20    | Sakura no ki ni narō                           | Lato A                             | |
| 2011 | --    | Dareka no tame ni (What Can I Do for Someone?) | --                                 | Singolo con ricavi destinati in beneficenza. |
| 2011 | 21    | Everyday, Katyusha                             | Lato A                             | Canta anche in Korekara Wonderland e Yankee Soul. |
| 2011 | 22    | Flying Get                                     | Lato A, Yasai Sisters 2011         | Si classifica 8ª alle Elezioni generali del 2011. Canta anche in Seishun to Kizukanai Mama, in Yasai Uranai con le Yasai Sisters 2011 e in Ice no Kuchizuke.                 |
| 2011 | 23    | Kaze wa fuiteiru                               | Lato A                             | |
| 2011 | 24    | Ue kara Mariko                                 | Lato B                             | Non canta nella title track; le partecipanti al singolo furono scelte in base ai risultati del torneo di morra cinese; Canta in Noël no Yoru e in Zero-sum Taiyō col Team K. |
| 2012 | 25    | Give Me Five!                                  | Lato A (Baby Blossom), Selection 6 | Suona lo shaker nelle Baby Blossom; canta in Sweet & Bitter con le Selection 6.                                                                                              |
| 2012 | 26    | Manatsu no Sounds Good!                        | Lato A                             | Canta anche in Choudai, Darling! |
| 2012 | 27    | Gingham Check                                  | Lato A                             | Si classifica 8ª nelle Elezioni generali del 2012. Canta anche in Yume no Kawa.                                                                                              |
| 2012 | 28    | Uza                                            | Lato A, New Team K                 | Canta anche in Scrap & Build col New Team K. |
| 2012 | 29    | Eien Pressure                                  | Lato A                             | Si classifica 13ª nel torneo di morra cinese. Canta anche in Totteoki Christmas.                                                                                             |
| 2013 | 30    | So Long!                                       | Lato A                             | Canta anche in Yuuhi Marie col Team K. |
| 2013 | 31    | Sayonara Crawl                                 | Lato A, "center"                   | Canta anche in How Come? col Team K. |
| 2013 | 32    | Koisuru Fortune Cookie                         | Lato A                             | Si classifica 11ª nelle Elezioni generali del 2013. Canta anche in Namida no Sei Janai e Saigo no Door. Quest'ultima è la sua "graduation song".                             |

## Tournée
- 2014 – Tomomi Itano Live Tour～S×W×A×G～

## Filmografia

### Film
- Densen uta (伝染歌?), regia di Masato Harada (2007)
- Ai ryūtsū center (愛流通センター?, Ai ryūtsū sentā), regia di Tetsuhiko Tsuchiya (2008)
- Kamen Rider × Kamen Rider W and Decade: Movie taisen 2010 (仮面ライダー×仮面ライダーＷ&ディケイド MOVIE大戦2010?, Kamen Raidā × Kamen Raidā Daburu ando Dikeido: Mūbī taisen nisenjū), regia di Ryūta Tasaki (2009)
- Kamen Rider × Kamen Rider OOO and Double feat. Skull: Movie taisen Core (仮面ライダー×仮面ライダー オーズ&ダブル feat.スカル MOVIE大戦CORE?, Kamen Raidā × Kamen Raidā Ōzu ando Daburu fīcharingu Sukaru: Mūbī taisen koa), regia di Ryūta Tasaki (2010)
- Kamen Rider W Forever: A to Z/Unmei no gaia memori (仮面ライダーＷ FOREVER AtoZ／運命のガイアメモリ?, Kamen Raidā daburu fōebā: Ē tu zetto/Unmei no gaia memori), regia di Kōichi Sakamoto (2010)
- Gekijō-ban Bad Boys J (劇場版 BAD BOYS J?), regia di Takashi Kubota (2013)

### Dorama
- Kamen Rider Double (TV Asahi, 2009)
- Majisuka Gakuen (TV Tokyo, 2010)
- Sakura kara no Tegami (NTV, 2011)
- Majisuka Gakuen 2 (TV Tokyo, 2011)
- Bad Boys J (NTV, 2013)